# NBA Playoffs 1978
Gli NBA Playoffs 1978 si conclusero con la vittoria dei Washington Bullets (campioni della Eastern Conference) che sconfissero i campioni della Western conference, i Seattle SuperSonics.

## Squadre qualificate

### Eastern Conference
1. Philadelphia 76ers
2. San Antonio Spurs
3. Washington Bullets
4. Cleveland Cavaliers
5. N.Y. Knicks
6. Atlanta Hawks

### Western Conference
1. Portland T. Blazers
2. Denver Nuggets
3. Phoenix Suns
4. Seattle S.Sonics
5. L.A. Lakers
6. Milwaukee Bucks

## Tabellone
|  | Primo turno        | Primo turno         | Primo turno           |                     |                    | Semifinali di Conference | Semifinali di Conference | Semifinali di Conference |  |   | Finali di Conference | Finali di Conference | Finali di Conference |   |  | NBA Finali NBA | NBA Finali NBA | NBA Finali NBA |
|  |                    |                     |                       |                     |                    |                          |                          |                          |  |   |                      |                      |                      |   |  |                |                |                |
|  |                    |                     |                       |                     |                    |                          |                          |                          |  |   |                      |                      |                      |   |  |                |                |                |
|  |                    | 1                   | Portland T. Blazers * | 2                   |                    |                          |                          |                          |  |   |                      |                      |                      |   |  |                |                |                |
|  |                    |                     |                       | 2                   |                    |                          |                          |                          |  |   |                      |                      |                      |   |  |                |                |                |
|  |                    |                     | 4                     | Seattle S.Sonics    | 4                  |                          |                          |                          |  |   |                      |                      |                      |   |  |                |                |                |
|  | 4                  | Seattle S.Sonics    | 4                     | Seattle S.Sonics    | 4                  | 2                        |                          |                          |  |   |                      |                      |                      |   |  |                |                |                |
|  | 4                  | Seattle S.Sonics    |                       |                     |                    | 2                        |                          |                          |  |   |                      |                      |                      |   |  |                |                |                |
|  | 5                  | L.A. Lakers         | 1                     |                     |                    |                          |                          |                          |  |   |                      |                      |                      |   |  |                |                |                |
|  | 5                  | L.A. Lakers         | 1                     |                     |                    |                          |                          |                          |  | 4 | Seattle S.Sonics     | 4                    |                      |   |  |                |                |                |
|  | Western Conference |                     |                       |                     |                    |                          |                          |                          |  | 4 | Seattle S.Sonics     | 4                    |                      |   |  |                |                |                |
|  |                    | 2                   | Denver Nuggets *      | 2                   |                    |                          |                          |                          |  |   |                      |                      |                      |   |  |                |                |                |
|  | 3                  | 2                   | Denver Nuggets *      | 2                   | Phoenix Suns       | 0                        |                          |                          |  |   |                      |                      |                      |   |  |                |                |                |
|  | 3                  |                     |                       |                     | Phoenix Suns       | 0                        |                          |                          |  |   |                      |                      |                      |   |  |                |                |                |
|  | 6                  | Milwaukee Bucks     | 2                     |                     |                    |                          |                          |                          |  |   |                      |                      |                      |   |  |                |                |                |
|  | 6                  | Milwaukee Bucks     | 2                     |                     | 6                  | Milwaukee Bucks          | 3                        |                          |  |   |                      |                      |                      |   |  |                |                |                |
|  |                    |                     |                       |                     | 6                  | Milwaukee Bucks          | 3                        |                          |  |   |                      |                      |                      |   |  |                |                |                |
|  |                    |                     | 2                     | Denver Nuggets *    | 4                  |                          |                          |                          |  |   |                      |                      |                      |   |  |                |                |                |
|  |                    |                     | 2                     | Denver Nuggets *    | 4                  |                          |                          |                          |  |   |                      |                      |                      |   |  |                |                |                |
|  |                    |                     |                       |                     |                    |                          |                          |                          |  |   |                      |                      |                      |   |  |                |                |                |
|  |                    |                     |                       |                     |                    |                          |                          |                          |  |   |                      |                      |                      |   |  |                |                |                |
|  |                    |                     |                       |                     |                    |                          |                          |                          |  |   |                      | W4                   | Seattle S.Sonics     | 3 |  |                |                |                |
|  |                    |                     |                       |                     |                    |                          |                          |                          |  |   |                      |                      |                      |   |  |                |                |                |
|  |                    | E3                  | Washington Bullets    | 4                   |                    |                          |                          |                          |  |   |                      |                      |                      |   |  |                |                |                |
|  |                    | E3                  | Washington Bullets    | 4                   |                    |                          |                          |                          |  |   |                      |                      |                      |   |  |                |                |                |
|  |                    |                     |                       |                     |                    |                          |                          |                          |  |   |                      |                      |                      |   |  |                |                |                |
|  |                    |                     |                       |                     |                    |                          |                          |                          |  |   |                      |                      |                      |   |  |                |                |                |
|  |                    | 1                   | Philadelphia 76ers *  | 4                   |                    |                          |                          |                          |  |   |                      |                      |                      |   |  |                |                |                |
|  |                    |                     |                       | 4                   |                    |                          |                          |                          |  |   |                      |                      |                      |   |  |                |                |                |
|  |                    |                     | 5                     | N.Y. Knicks         | 0                  |                          |                          |                          |  |   |                      |                      |                      |   |  |                |                |                |
|  | 4                  | Cleveland Cavaliers | 5                     | N.Y. Knicks         | 0                  | 0                        |                          |                          |  |   |                      |                      |                      |   |  |                |                |                |
|  | 4                  | Cleveland Cavaliers |                       |                     |                    | 0                        |                          |                          |  |   |                      |                      |                      |   |  |                |                |                |
|  | 5                  | N.Y. Knicks         | 2                     |                     |                    |                          |                          |                          |  |   |                      |                      |                      |   |  |                |                |                |
|  | 5                  | N.Y. Knicks         | 2                     |                     |                    |                          |                          |                          |  | 1 | Philadelphia 76ers * | 2                    |                      |   |  |                |                |                |
|  | Eastern Conference |                     |                       |                     |                    |                          |                          |                          |  | 1 | Philadelphia 76ers * | 2                    |                      |   |  |                |                |                |
|  |                    | 3                   | Washington Bullets    | 4                   |                    |                          |                          |                          |  |   |                      |                      |                      |   |  |                |                |                |
|  | 3                  | 3                   | Washington Bullets    | 4                   | Washington Bullets | 2                        |                          |                          |  |   |                      |                      |                      |   |  |                |                |                |
|  | 3                  |                     |                       |                     | Washington Bullets | 2                        |                          |                          |  |   |                      |                      |                      |   |  |                |                |                |
|  | 6                  | Atlanta Hawks       | 0                     |                     |                    |                          |                          |                          |  |   |                      |                      |                      |   |  |                |                |                |
|  | 6                  | Atlanta Hawks       | 0                     |                     | 3                  | Washington Bullets       | 4                        |                          |  |   |                      |                      |                      |   |  |                |                |                |
|  |                    |                     |                       |                     | 3                  | Washington Bullets       | 4                        |                          |  |   |                      |                      |                      |   |  |                |                |                |
|  |                    |                     | 2                     | San Antonio Spurs * | 2                  |                          |                          |                          |  |   |                      |                      |                      |   |  |                |                |                |
|  |                    |                     | 2                     | San Antonio Spurs * | 2                  |                          |                          |                          |  |   |                      |                      |                      |   |  |                |                |                |
|  |                    |                     |                       |                     |                    |                          |                          |                          |  |   |                      |                      |                      |   |  |                |                |                |

Legenda
- * Vincitore Division
- "Grassetto" Vincitore serie
- "Corsivo" Squadra con fattore campo

## Eastern Conference

### Primo turno

#### (3) Washington Bullets - (6) Atlanta Hawks
RISULTATO FINALE: 2-0
| Landover 12 aprile 1978 Gara 1                                                                        | Washington Bullets | 103 – 94 (25-25, 31-23, 25-23, 22-23) referto | Atlanta Hawks | Capital Centre (9.326 spett.) |
| B. Dandridge 20 Punti J. Drew 25 W. Unseld 7 Assist E. Johnson 4 W. Unseld 15 Rimbalzi T. McMillen 14 |                    |                                               |               |                               |
| |                    |                                               |               |                               |
| B. Dandridge 20                                                                                       | Punti              | J. Drew 25                                    |               |                               |
| W. Unseld 7                                                                                           | Assist             | E. Johnson 4                                  |               |                               |
| W. Unseld 15                                                                                          | Rimbalzi           | T. McMillen 14                                |               |                               |

| Atlanta 14 aprile 1978 Gara 2                                                                                          | Atlanta Hawks | 103 – 107 (d.1t.s.) (26-25, 20-23, 24-30, 25-17) (8-12) referto | Washington Bullets | Omni Coliseum (15.601 spett.) |
| J. Drew 27 Punti K. Grevey 41 S. Hawes , A. Hill 5 Assist T. Henderson 5 J. Drew , T. McMillen 8 Rimbalzi W. Unseld 15 |               |                                                                 |                    |                               |
| |               |                                                                 |                    |                               |
| J. Drew 27 | Punti         | K. Grevey 41                                                    |                    |                               |
| S. Hawes, A. Hill 5 | Assist        | T. Henderson 5                                                  |                    |                               |
| J. Drew, T. McMillen 8                                                                                                 | Rimbalzi      | W. Unseld 15                                                    |                    |                               |

PRECEDENTI IN REGULAR SEASON
| Regular Season 1977-78 | Washington Bullets | 3 – 1                                                                          | Atlanta Hawks | Referto 1 - Referto 2 - Referto 3 - Referto 4 |
| Washington Bullets 100 Atlanta Hawks 106 Atlanta Hawks 100 Washington Bullets 98 Punti 93 Atlanta Hawks 113 Washington Bullets 95 Washington Bullets 95 Atlanta Hawks |                    |                                                                                |               |                                               |
| |                    |                                                                                |               |                                               |
| Washington Bullets 100 Atlanta Hawks 106 Atlanta Hawks 100 Washington Bullets 98                                                                                      | Punti              | 93 Atlanta Hawks 113 Washington Bullets 95 Washington Bullets 95 Atlanta Hawks |               |                                               |

PRECEDENTI NEI PLAYOFF
|  | Washington Bullets (1965) | 1 – 1 | Atlanta Hawks (1966) |  |

#### (4) Cleveland Cavaliers - (5) New York Knicks
RISULTATO FINALE: 0-2
| Cleveland 12 aprile 1978 Gara 1                                                                     | Cleveland Cavaliers | 114 – 132 (31-32, 28-31, 31-36, 24-33) referto | N.Y. Knicks | Richfield Coliseum (19.739 spett.) |
| C. Russell 23 Punti B. McAdoo 41 F. Walker 6 Assist R. Williams 6 E. Smith 12 Rimbalzi S. Haywood 8 |                     |                                                |             |                                    |
| |                     |                                                |             |                                    |
| C. Russell 23                                                                                       | Punti               | B. McAdoo 41                                   |             |                                    |
| F. Walker 6                                                                                         | Assist              | R. Williams 6                                  |             |                                    |
| E. Smith 12                                                                                         | Rimbalzi            | S. Haywood 8                                   |             |                                    |

| New York 14 aprile 1978 Gara 2                                                                                      | N.Y. Knicks | 109 – 107 (26-29, 20-27, 31-25, 32-26) referto | Cleveland Cavaliers | Madison Square Garden (18.965 spett.) |
| S. Haywood , B. McAdoo 27 Punti C. Russell 32 R. Williams 10 Assist C. Russell 6 B. McAdoo 12 Rimbalzi C. Russell 8 |             |                                                |                     |                                       |
| |             |                                                |                     |                                       |
| S. Haywood, B. McAdoo 27                                                                                            | Punti       | C. Russell 32                                  |                     |                                       |
| R. Williams 10 | Assist      | C. Russell 6                                   |                     |                                       |
| B. McAdoo 12 | Rimbalzi    | C. Russell 8                                   |                     |                                       |

PRECEDENTI IN REGULAR SEASON
| Regular Season 1977-78 | Cleveland Cavaliers | 3 – 1                                                                                           | N.Y. Knicks | Referto 1 - Referto 2 - Referto 3 - Referto 4 |
| New York Knicks 112 Cleveland Cavaliers 112 New York Knicks 96 (2 t.s.) Cleveland Cavaliers 136 Punti 117 Cleveland Cavaliers (1 t.s.) 100 New York Knicks 87 Cleveland Cavaliers 127 New York Knicks |                     |                                                                                                 |             |                                               |
| |                     |                                                                                                 |             |                                               |
| New York Knicks 112 Cleveland Cavaliers 112 New York Knicks 96 (2 t.s.) Cleveland Cavaliers 136 | Punti               | 117 Cleveland Cavaliers (1 t.s.) 100 New York Knicks 87 Cleveland Cavaliers 127 New York Knicks |             |                                               |

PRECEDENTI NEI PLAYOFF

Si è trattata della prima sfida tra le due squadre ai playoff.

### Semifinali

#### (1) Philadelphia 76ers - (5) New York Knicks
RISULTATO FINALE: 4-0
| Filadelfia 16 aprile 1978 Gara 1                                                             | Philadelphia 76ers | 130 – 90 (28-20, 33-26, 28-22, 41-22) referto | N.Y. Knicks | Spectrum (13.011 spett.) |
| S. Mix 19 Punti R. Williams 24 S. Mix 7 Assist B. McAdoo 6 C. Jones 16 Rimbalzi B. McAdoo 13 |                    |                                               |             |                          |
|                                                                                              |                    |                                               |             |                          |
| S. Mix 19                                                                                    | Punti              | R. Williams 24                                |             |                          |
| S. Mix 7                                                                                     | Assist             | B. McAdoo 6                                   |             |                          |
| C. Jones 16                                                                                  | Rimbalzi           | B. McAdoo 13                                  |             |                          |

| Filadelfia 18 aprile 1978 Gara 2 | Philadelphia 76ers | 119 – 100 (26-28, 36-24, 26-18, 31-30) referto    | N.Y. Knicks | Spectrum (15.853 spett.) |
| J. Erving 22 Punti R. Williams 24 D. Dawkins 6 Assist B. McAdoo 6 C. Jones 11 Rimbalzi L. Shelton , J. McMillian , S. Haywood , T. Knight 6 |                    |                                                   |             |                          |
| |                    |                                                   |             |                          |
| J. Erving 22 | Punti              | R. Williams 24                                    |             |                          |
| D. Dawkins 6 | Assist             | B. McAdoo 6                                       |             |                          |
| C. Jones 11 | Rimbalzi           | L. Shelton, J. McMillian, S. Haywood, T. Knight 6 |             |                          |

| New York 20 aprile 1978 Gara 3                                                                                               | N.Y. Knicks | 126 – 137 (30-37, 35-35, 28-31, 33-34) referto | Philadelphia 76ers | Madison Square Garden (18.697 spett.) |
| B. McAdoo 29 Punti G. McGinnis , W.B. Free 29 B. Beard 8 Assist D. Collins , J. Erving 7 L. Shelton 14 Rimbalzi J. Erving 10 |             |                                                |                    |                                       |
| |             |                                                |                    |                                       |
| B. McAdoo 29 | Punti       | G. McGinnis, W.B. Free 29                      |                    |                                       |
| B. Beard 8 | Assist      | D. Collins, J. Erving 7                        |                    |                                       |
| L. Shelton 14 | Rimbalzi    | J. Erving 10                                   |                    |                                       |

| New York 23 aprile 1978 Gara 4                                                                                               | N.Y. Knicks | 107 – 112 (30-25, 29-32, 24-26, 24-29) referto | Philadelphia 76ers | Madison Square Garden (16.307 spett.) |
| B. McAdoo 24 Punti D. Collins 24 B. McAdoo , R. Williams 4 Assist D. Collins , J. Erving 4 B. McAdoo 14 Rimbalzi C. Jones 14 |             |                                                |                    |                                       |
| |             |                                                |                    |                                       |
| B. McAdoo 24 | Punti       | D. Collins 24                                  |                    |                                       |
| B. McAdoo, R. Williams 4 | Assist      | D. Collins, J. Erving 4                        |                    |                                       |
| B. McAdoo 14 | Rimbalzi    | C. Jones 14                                    |                    |                                       |

PRECEDENTI IN REGULAR SEASON
| Regular Season 1977-78 | Philadelphia 76ers | 3 – 1                                                                                 | N.Y. Knicks | Referto 1 - Referto 2 - Referto 3 - Referto 4 |
| Philadelphia 76ers 127 New York Knicks 113 New York Knicks 127 Philadelphia 76ers 125 Punti 119 New York Knicks 110 Philadelphia 76ers 141 Philadelphia 76ers 118 New York Knicks |                    |                                                                                       |             |                                               |
| |                    |                                                                                       |             |                                               |
| Philadelphia 76ers 127 New York Knicks 113 New York Knicks 127 Philadelphia 76ers 125                                                                                             | Punti              | 119 New York Knicks 110 Philadelphia 76ers 141 Philadelphia 76ers 118 New York Knicks |             |                                               |

PRECEDENTI NEI PLAYOFF
|  | Philadelphia 76ers (1950, 1954, 1959, 1968) | 4 – 2 | N.Y. Knicks (1951, 1952) |  |

#### (2) San Antonio Spurs - (3) Washington Bullets
RISULTATO FINALE: 2-4
| San Antonio 16 aprile 1978 Gara 1                                                                       | San Antonio Spurs | 114 – 103 (25-29, 23-20, 34-27, 32-27) referto | Washington Bullets | HemisFair Arena (9.669 spett.) |
| G. Gervin 35 Punti E. Hayes 26 G. Gervin , L. Kenon 5 Assist E. Hayes 6 L. Kenon 9 Rimbalzi E. Hayes 15 |                   |                                                |                    |                                |
| |                   |                                                |                    |                                |
| G. Gervin 35                                                                                            | Punti             | E. Hayes 26                                    |                    |                                |
| G. Gervin, L. Kenon 5                                                                                   | Assist            | E. Hayes 6                                     |                    |                                |
| L. Kenon 9                                                                                              | Rimbalzi          | E. Hayes 15                                    |                    |                                |

| San Antonio 18 aprile 1978 Gara 2                                                              | San Antonio Spurs | 117 – 121 (27-33, 28-32, 28-35, 34-21) referto | Washington Bullets | HemisFair Arena (9.871 spett.) |
| G. Gervin 46 Punti K. Grevey 31 L. Kenon 6 Assist L. Wright 8 L. Kenon 8 Rimbalzi W. Unseld 13 |                   |                                                |                    |                                |
|                                                                                                |                   |                                                |                    |                                |
| G. Gervin 46                                                                                   | Punti             | K. Grevey 31                                   |                    |                                |
| L. Kenon 6                                                                                     | Assist            | L. Wright 8                                    |                    |                                |
| L. Kenon 8                                                                                     | Rimbalzi          | W. Unseld 13                                   |                    |                                |

| Landover 21 aprile 1978 Gara 3                                                                   | Washington Bullets | 118 – 105 (38-26, 25-24, 30-24, 25-31) referto | San Antonio Spurs | Capital Centre (17.417 spett.) |
| B. Dandridge 28 Punti G. Gervin 33 W. Unseld 8 Assist L. Kenon 4 E. Hayes 12 Rimbalzi L. Kenon 9 |                    |                                                |                   |                                |
|                                                                                                  |                    |                                                |                   |                                |
| B. Dandridge 28                                                                                  | Punti              | G. Gervin 33                                   |                   |                                |
| W. Unseld 8                                                                                      | Assist             | L. Kenon 4                                     |                   |                                |
| E. Hayes 12                                                                                      | Rimbalzi           | L. Kenon 9                                     |                   |                                |

| Landover 23 aprile 1978 Gara 4                                                                      | Washington Bullets | 98 – 95 (18-24, 25-23, 27-24, 28-24) referto | San Antonio Spurs | Capital Centre (13.459 spett.) |
| B. Dandridge 24 Punti G. Gervin 35 B. Dandridge 8 Assist M. Gale 7 E. Hayes 13 Rimbalzi B. Paultz 8 |                    |                                              |                   |                                |
| |                    |                                              |                   |                                |
| B. Dandridge 24                                                                                     | Punti              | G. Gervin 35                                 |                   |                                |
| B. Dandridge 8                                                                                      | Assist             | M. Gale 7                                    |                   |                                |
| E. Hayes 13                                                                                         | Rimbalzi           | B. Paultz 8                                  |                   |                                |

| San Antonio 25 aprile 1978 Gara 5                                                                 | San Antonio Spurs | 116 – 105 (33-27, 24-28, 26-19, 33-31) referto | Washington Bullets | HemisFair Arena (9.709 spett.) |
| G. Gervin 27 Punti C. Johnson 21 L. Dampier 6 Assist W. Unseld 6 L. Kenon 14 Rimbalzi E. Hayes 13 |                   |                                                |                    |                                |
|                                                                                                   |                   |                                                |                    |                                |
| G. Gervin 27                                                                                      | Punti             | C. Johnson 21                                  |                    |                                |
| L. Dampier 6                                                                                      | Assist            | W. Unseld 6                                    |                    |                                |
| L. Kenon 14                                                                                       | Rimbalzi          | E. Hayes 13                                    |                    |                                |

| Landover 28 aprile 1978 Gara 6                                                                              | Washington Bullets | 103 – 100 (25-29, 33-23, 19-22, 26-26) referto | San Antonio Spurs | Capital Centre (19.035 spett.) |
| E. Hayes 25 Punti M. Olberding 24 W. Unseld 5 Assist M. Gale 9 W. Unseld 16 Rimbalzi M. Green , B. Paultz 9 |                    |                                                |                   |                                |
| |                    |                                                |                   |                                |
| E. Hayes 25                                                                                                 | Punti              | M. Olberding 24                                |                   |                                |
| W. Unseld 5                                                                                                 | Assist             | M. Gale 9                                      |                   |                                |
| W. Unseld 16                                                                                                | Rimbalzi           | M. Green, B. Paultz 9                          |                   |                                |

PRECEDENTI IN REGULAR SEASON
| Regular Season 1977-78 | San Antonio Spurs | 2 – 2                                                                                     | Washington Bullets | Referto 1 - Referto 2 - Referto 3 - Referto 4 |
| Washington Bullets 116 San Antonio Spurs 129 Washington Bullets 125 San Antonio Spurs 116 Punti 105 San Antonio Spurs 109 Washington Bullets 110 San Antonio Spurs 101 Washington Bullets |                   |                                                                                           |                    |                                               |
| |                   |                                                                                           |                    |                                               |
| Washington Bullets 116 San Antonio Spurs 129 Washington Bullets 125 San Antonio Spurs 116                                                                                                 | Punti             | 105 San Antonio Spurs 109 Washington Bullets 110 San Antonio Spurs 101 Washington Bullets |                    |                                               |

PRECEDENTI NEI PLAYOFF

Si è trattata della prima sfida tra le due squadre ai playoff.

### Finale

#### (1) Philadelphia 76ers - (3) Washington Bullets
RISULTATO FINALE: 2-4
| Filadelfia 30 aprile 1978 Gara 1                                                                                         | Philadelphia 76ers | 117 – 122 (19-26, 28-21, 34-30, 28-32) referto | Washington Bullets | Spectrum (13.708 spett.) |
| J. Erving 25 Punti E. Hayes 28 H. Bibby , W.B. Free , S. Mix 5 Assist T. Henderson 9 G. McGinnis 15 Rimbalzi E. Hayes 18 |                    |                                                |                    |                          |
| |                    |                                                |                    |                          |
| J. Erving 25 | Punti              | E. Hayes 28                                    |                    |                          |
| H. Bibby, W.B. Free, S. Mix 5                                                                                            | Assist             | T. Henderson 9                                 |                    |                          |
| G. McGinnis 15 | Rimbalzi           | E. Hayes 18                                    |                    |                          |

| Filadelfia 3 maggio 1978 Gara 2                                                                                             | Philadelphia 76ers | 110 – 104 (28-26, 24-28, 32-22, 26-28) referto | Washington Bullets | Spectrum (18.276 spett.) |
| D. Collins 28 Punti E. Hayes 26 H. Bibby 9 Assist T. Henderson , L. Wright 8 J. Erving , D. Dawkins 11 Rimbalzi E. Hayes 15 |                    |                                                |                    |                          |
| |                    |                                                |                    |                          |
| D. Collins 28 | Punti              | E. Hayes 26                                    |                    |                          |
| H. Bibby 9 | Assist             | T. Henderson, L. Wright 8                      |                    |                          |
| J. Erving, D. Dawkins 11 | Rimbalzi           | E. Hayes 15                                    |                    |                          |

| Landover 5 maggio 1978 Gara 3                                                                           | Washington Bullets | 123 – 108 (28-26, 34-19, 30-36, 31-27) referto | Philadelphia 76ers | Capital Centre (19.035 spett.) |
| B. Dandridge 30 Punti G. McGinnis 16 B. Dandridge 7 Assist H. Bibby 5 E. Hayes 12 Rimbalzi J. Erving 10 |                    |                                                |                    |                                |
| |                    |                                                |                    |                                |
| B. Dandridge 30                                                                                         | Punti              | G. McGinnis 16                                 |                    |                                |
| B. Dandridge 7                                                                                          | Assist             | H. Bibby 5                                     |                    |                                |
| E. Hayes 12                                                                                             | Rimbalzi           | J. Erving 10                                   |                    |                                |

| Landover 7 maggio 1978 Gara 4 | Washington Bullets | 121 – 105 (23-28, 31-20, 27-26, 40-31) referto | Philadelphia 76ers | Capital Centre (19.035 spett.) |
| E. Hayes 35 Punti J. Erving 24 B. Dandridge , K. Grevey , L. Wright , C. Johnson 6 Assist W.B. Free 6 E. Hayes 19 Rimbalzi C. Jones 13 |                    |                                                |                    |                                |
| |                    |                                                |                    |                                |
| E. Hayes 35 | Punti              | J. Erving 24                                   |                    |                                |
| B. Dandridge, K. Grevey, L. Wright, C. Johnson 6                                                                                       | Assist             | W.B. Free 6                                    |                    |                                |
| E. Hayes 19 | Rimbalzi           | C. Jones 13                                    |                    |                                |

| Filadelfia 10 maggio 1978 Gara 5                                                                                         | Philadelphia 76ers | 107 – 94 (23-12, 29-29, 30-21, 25-32) referto | Washington Bullets | Spectrum (18.276 spett.) |
| D. Collins , J. Erving 24 Punti L. Wright 18 H. Bibby 10 Assist W. Unseld 5 C. Jones 15 Rimbalzi E. Hayes , W. Unseld 16 |                    |                                               |                    |                          |
| |                    |                                               |                    |                          |
| D. Collins, J. Erving 24                                                                                                 | Punti              | L. Wright 18                                  |                    |                          |
| H. Bibby 10 | Assist             | W. Unseld 5                                   |                    |                          |
| C. Jones 15 | Rimbalzi           | E. Hayes, W. Unseld 16                        |                    |                          |

| Landover 12 maggio 1978 Gara 6                                                                                       | Washington Bullets | 101 – 99 (24-27, 27-23, 33-26, 17-23) referto | Philadelphia 76ers | Capital Centre (19.035 spett.) |
| B. Dandridge 28 Punti D. Collins 33 T. Henderson 6 Assist H. Bibby 5 W. Unseld 15 Rimbalzi J. Erving , G. McGinnis 8 |                    |                                               |                    |                                |
| |                    |                                               |                    |                                |
| B. Dandridge 28 | Punti              | D. Collins 33                                 |                    |                                |
| T. Henderson 6 | Assist             | H. Bibby 5                                    |                    |                                |
| W. Unseld 15 | Rimbalzi           | J. Erving, G. McGinnis 8                      |                    |                                |

PRECEDENTI IN REGULAR SEASON
| Regular Season 1977-78 | Philadelphia 76ers | 2 – 2                                                                                      | Washington Bullets | Referto 1 - Referto 2 - Referto 3 - Referto 4 |
| Washington Bullets 116 Philadelphia 76ers 126 Philadelphia 76ers 131 Washington Bullets 123 Punti 98 Philadelphia 76ers 119 Washington Bullets 114 Washington Bullets 113 Philadelphia 76ers |                    |                                                                                            |                    |                                               |
| |                    |                                                                                            |                    |                                               |
| Washington Bullets 116 Philadelphia 76ers 126 Philadelphia 76ers 131 Washington Bullets 123                                                                                                  | Punti              | 98 Philadelphia 76ers 119 Washington Bullets 114 Washington Bullets 113 Philadelphia 76ers |                    |                                               |

PRECEDENTI NEI PLAYOFF
|  | Philadelphia 76ers | 0 – 1 | Washington Bullets (1971) |  |

## Western Conference

### Primo turno

#### (3) Phoenix Suns - (6) Milwaukee Bucks
RISULTATO FINALE: 0-2
| Phoenix 11 aprile 1978 Gara 1                                                                       | Phoenix Suns | 103 – 111 (31-24, 24-26, 28-29, 20-32) referto | Milwaukee Bucks | Arizona Veterans Memorial Coliseum (12.161 spett.) |
| W. Davis 31 Punti B. Winters 31 P. Westphal 9 Assist Q. Buckner 8 A. Adams 9 Rimbalzi M. Johnson 16 |              |                                                |                 |                                                    |
| |              |                                                |                 |                                                    |
| W. Davis 31                                                                                         | Punti        | B. Winters 31                                  |                 |                                                    |
| P. Westphal 9                                                                                       | Assist       | Q. Buckner 8                                   |                 |                                                    |
| A. Adams 9                                                                                          | Rimbalzi     | M. Johnson 16                                  |                 |                                                    |

| Milwaukee 14 aprile 1978 Gara 2                                                                         | Milwaukee Bucks | 94 – 90 (25-36, 24-16, 22-17, 23-21) referto | Phoenix Suns | MECCA Arena (10.938 spett.) |
| M. Johnson 33 Punti P. Westphal 32 Q. Buckner 10 Assist P. Westphal 10 D. Meyers 14 Rimbalzi W. Davis 9 |                 |                                              |              |                             |
| |                 |                                              |              |                             |
| M. Johnson 33                                                                                           | Punti           | P. Westphal 32                               |              |                             |
| Q. Buckner 10                                                                                           | Assist          | P. Westphal 10                               |              |                             |
| D. Meyers 14                                                                                            | Rimbalzi        | W. Davis 9                                   |              |                             |

PRECEDENTI IN REGULAR SEASON
| Regular Season 1977-78 | Phoenix Suns | 3 – 1                                                                     | Milwaukee Bucks | Referto 1 - Referto 2 - Referto 3 - Referto 4 |
| Milwaukee Bucks 103 Phoenix Suns 115 Phoenix Suns 132 Milwaukee Bucks 121 Punti 125 Phoenix Suns 105 Milwaukee Bucks 126 Milwaukee Bucks 106 Phoenix Suns |              |                                                                           |                 |                                               |
| |              |                                                                           |                 |                                               |
| Milwaukee Bucks 103 Phoenix Suns 115 Phoenix Suns 132 Milwaukee Bucks 121                                                                                 | Punti        | 125 Phoenix Suns 105 Milwaukee Bucks 126 Milwaukee Bucks 106 Phoenix Suns |                 |                                               |

PRECEDENTI NEI PLAYOFF

Si è trattata della prima sfida tra le due squadre ai playoff.

#### (4) Seattle SuperSonics - (5) Los Angeles Lakers
RISULTATO FINALE: 2-1
| Seattle 12 aprile 1978 Gara 1                                                                                             | Seattle S.Sonics | 102 – 90 (22-23, 25-24, 24-21, 31-22) referto | L.A. Lakers | Seattle Center Coliseum (14.098 spett.) |
| G. Williams 23 Punti K. Abdul-Jabbar 26 F. Brown 5 Assist N. Nixon , C. Scott 6 M. Webster 14 Rimbalzi K. Abdul-Jabbar 12 |                  |                                               |             |                                         |
| |                  |                                               |             |                                         |
| G. Williams 23 | Punti            | K. Abdul-Jabbar 26                            |             |                                         |
| F. Brown 5 | Assist           | N. Nixon, C. Scott 6                          |             |                                         |
| M. Webster 14 | Rimbalzi         | K. Abdul-Jabbar 12                            |             |                                         |

| Inglewood 14 aprile 1978 Gara 2                                                                                               | L.A. Lakers | 105 – 99 (23-26, 26-27, 26-21, 30-25) referto | Seattle S.Sonics | The Forum (15.051 spett.) |
| K. Abdul-Jabbar 24 Punti D. Johnson 21 A. Dantley 6 Assist J. Sikma , G. Williams 4 K. Abdul-Jabbar 18 Rimbalzi M. Webster 10 |             |                                               |                  |                           |
| |             |                                               |                  |                           |
| K. Abdul-Jabbar 24 | Punti       | D. Johnson 21                                 |                  |                           |
| A. Dantley 6 | Assist      | J. Sikma, G. Williams 4                       |                  |                           |
| K. Abdul-Jabbar 18 | Rimbalzi    | M. Webster 10                                 |                  |                           |

| Seattle 16 aprile 1978 Gara 3                                                                                  | Seattle S.Sonics | 111 – 102 (26-24, 33-26, 32-28, 20-24) referto | L.A. Lakers | Seattle Center Coliseum (14.098 spett.) |
| J. Sikma 24 Punti K. Abdul-Jabbar 31 G. Williams 8 Assist N. Nixon 5 M. Webster 18 Rimbalzi K. Abdul-Jabbar 11 |                  |                                                |             |                                         |
| |                  |                                                |             |                                         |
| J. Sikma 24 | Punti            | K. Abdul-Jabbar 31                             |             |                                         |
| G. Williams 8                                                                                                  | Assist           | N. Nixon 5                                     |             |                                         |
| M. Webster 18                                                                                                  | Rimbalzi         | K. Abdul-Jabbar 11                             |             |                                         |

PRECEDENTI IN REGULAR SEASON
| Regular Season 1977-78 | Seattle S.Sonics | 3 – 1                                                                                       | L.A. Lakers | Referto 1 - Referto 2 - Referto 3 - Referto 4 |
| Seattle SuperSonics 113 Los Angeles Lakers 90 Seattle SuperSonics 96 Los Angeles Lakers 98 Punti 89 Los Angeles Lakers 98 Seattle SuperSonics 111 Los Angeles Lakers 105 Seattle SuperSonics |                  |                                                                                             |             |                                               |
| |                  |                                                                                             |             |                                               |
| Seattle SuperSonics 113 Los Angeles Lakers 90 Seattle SuperSonics 96 Los Angeles Lakers 98                                                                                                   | Punti            | 89 Los Angeles Lakers 98 Seattle SuperSonics 111 Los Angeles Lakers 105 Seattle SuperSonics |             |                                               |

PRECEDENTI NEI PLAYOFF

Si è trattata della prima sfida tra le due squadre ai playoff.

### Semifinali

#### (1) Portland Trail Blazers - (4) Seattle SuperSonics
RISULTATO FINALE: 2-4
| Portland 18 aprile 1978 Gara 1                                                                     | Portland T. Blazers | 95 – 104 (34-23, 19-23, 22-33, 20-25) referto | Seattle S.Sonics | Memorial Coliseum (12.666 spett.) |
| J. Davis 20 Punti M. Webster 24 L. Hollins 9 Assist D. Johnson 4 B. Walton 16 Rimbalzi J. Sikma 11 |                     |                                               |                  |                                   |
| |                     |                                               |                  |                                   |
| J. Davis 20                                                                                        | Punti               | M. Webster 24                                 |                  |                                   |
| L. Hollins 9                                                                                       | Assist              | D. Johnson 4                                  |                  |                                   |
| B. Walton 16                                                                                       | Rimbalzi            | J. Sikma 11                                   |                  |                                   |

| Portland 21 aprile 1978 Gara 2                                                                       | Portland T. Blazers | 96 – 93 (20-30, 20-19, 30-22, 26-22) referto | Seattle S.Sonics | Memorial Coliseum (12.666 spett.) |
| M. Lucas 19 Punti G. Williams 31 L. Hollins 5 Assist M. Webster 7 M. Lucas 14 Rimbalzi M. Webster 15 |                     |                                              |                  |                                   |
| |                     |                                              |                  |                                   |
| M. Lucas 19                                                                                          | Punti               | G. Williams 31                               |                  |                                   |
| L. Hollins 5                                                                                         | Assist              | M. Webster 7                                 |                  |                                   |
| M. Lucas 14                                                                                          | Rimbalzi            | M. Webster 15                                |                  |                                   |

| Seattle 23 aprile 1978 Gara 3                                                                                           | Seattle S.Sonics | 99 – 84 (20-25, 24-18, 27-19, 28-22) referto | Portland T. Blazers | Seattle Center Coliseum (14.098 spett.) |
| F. Brown , J. Johnson 18 Punti T. Owens 24 F. Brown 4 Assist D. Twardzik 5 M. Webster 23 Rimbalzi M. Lucas , T. Owens 9 |                  |                                              |                     |                                         |
| |                  |                                              |                     |                                         |
| F. Brown, J. Johnson 18                                                                                                 | Punti            | T. Owens 24                                  |                     |                                         |
| F. Brown 4 | Assist           | D. Twardzik 5                                |                     |                                         |
| M. Webster 23 | Rimbalzi         | M. Lucas, T. Owens 9                         |                     |                                         |

| Seattle 26 aprile 1978 Gara 4                                                                   | Seattle S.Sonics | 100 – 98 (28-28, 17-29, 28-24, 27-17) referto | Portland T. Blazers | Seattle Center Coliseum (14.098 spett.) |
| J. Sikma 28 Punti L. Hollins 35 D. Johnson 8 Assist T. Owens 8 J. Sikma 10 Rimbalzi M. Lucas 16 |                  |                                               |                     |                                         |
|                                                                                                 |                  |                                               |                     |                                         |
| J. Sikma 28                                                                                     | Punti            | L. Hollins 35                                 |                     |                                         |
| D. Johnson 8                                                                                    | Assist           | T. Owens 8                                    |                     |                                         |
| J. Sikma 10                                                                                     | Rimbalzi         | M. Lucas 16                                   |                     |                                         |

| Portland 30 aprile 1978 Gara 5                                                                              | Portland T. Blazers | 113 – 89 (25-13, 27-21, 27-23, 34-32) referto | Seattle S.Sonics | Memorial Coliseum (12.666 spett.) |
| T. Owens 31 Punti M. Webster 16 J. Davis , T. Owens 6 Assist G. Williams 4 M. Lucas 13 Rimbalzi P. Silas 10 |                     |                                               |                  |                                   |
| |                     |                                               |                  |                                   |
| T. Owens 31                                                                                                 | Punti               | M. Webster 16                                 |                  |                                   |
| J. Davis, T. Owens 6                                                                                        | Assist              | G. Williams 4                                 |                  |                                   |
| M. Lucas 13                                                                                                 | Rimbalzi            | P. Silas 10                                   |                  |                                   |

| Seattle 1 maggio 1978 Gara 6                                                                         | Seattle S.Sonics | 105 – 94 (26-22, 29-27, 20-20, 30-25) referto | Portland T. Blazers | Seattle Center Coliseum (14.098 spett.) |
| D. Johnson 20 Punti J. Davis 23 G. Williams 7 Assist L. Hollins 9 M. Webster 11 Rimbalzi M. Lucas 12 |                  |                                               |                     |                                         |
| |                  |                                               |                     |                                         |
| D. Johnson 20                                                                                        | Punti            | J. Davis 23                                   |                     |                                         |
| G. Williams 7                                                                                        | Assist           | L. Hollins 9                                  |                     |                                         |
| M. Webster 11                                                                                        | Rimbalzi         | M. Lucas 12                                   |                     |                                         |

PRECEDENTI IN REGULAR SEASON
| Regular Season 1977-78 | Portland T. Blazers | 3 – 1                                                                                              | Seattle S.Sonics | Referto 1 - Referto 2 - Referto 3 - Referto 4 |
| Seattle SuperSonics 99 Portland Trail Blazers 116 Portland Trail Blazers 102 Seattle SuperSonics 101 Punti 106 Portland Trail Blazers 94 Seattle SuperSonics 96 Seattle SuperSonics 86 Portland Trail Blazers |                     | |                  |                                               |
| |                     | |                  |                                               |
| Seattle SuperSonics 99 Portland Trail Blazers 116 Portland Trail Blazers 102 Seattle SuperSonics 101 | Punti               | 106 Portland Trail Blazers 94 Seattle SuperSonics 96 Seattle SuperSonics 86 Portland Trail Blazers |                  |                                               |

PRECEDENTI NEI PLAYOFF

Si è trattata della prima sfida tra le due squadre ai playoff.

#### (2) Denver Nuggets - (6) Milwaukee Bucks
RISULTATO FINALE: 4-3
| Denver 18 aprile 1978 Gara 1                                                                            | Denver Nuggets | 119 – 103 (34-28, 29-34, 28-20, 28-21) referto | Milwaukee Bucks | McNichols Sports Arena (17.297 spett.) |
| D. Thompson 27 Punti A. English 26 D. Thompson 6 Assist B. Winters 11 D. Issel 12 Rimbalzi D. Meyers 15 |                |                                                |                 |                                        |
| |                |                                                |                 |                                        |
| D. Thompson 27                                                                                          | Punti          | A. English 26                                  |                 |                                        |
| D. Thompson 6                                                                                           | Assist         | B. Winters 11                                  |                 |                                        |
| D. Issel 12                                                                                             | Rimbalzi       | D. Meyers 15                                   |                 |                                        |

| Denver 21 aprile 1978 Gara 2                                                                                            | Denver Nuggets | 127 – 111 (32-35, 31-18, 39-23, 25-35) referto | Milwaukee Bucks | McNichols Sports Arena (17.838 spett.) |
| D. Issel 22 Punti M. Johnson 22 D. Issel , M. Calvin 6 Assist L. Walton 8 D. Issel 14 Rimbalzi M. Johnson , D. Meyers 5 |                |                                                |                 |                                        |
| |                |                                                |                 |                                        |
| D. Issel 22 | Punti          | M. Johnson 22                                  |                 |                                        |
| D. Issel, M. Calvin 6                                                                                                   | Assist         | L. Walton 8                                    |                 |                                        |
| D. Issel 14 | Rimbalzi       | M. Johnson, D. Meyers 5                        |                 |                                        |

| Milwaukee 23 aprile 1978 Gara 3 | Milwaukee Bucks | 143 – 112 (26-22, 30-28, 40-26, 47-36) referto | Denver Nuggets | MECCA Arena (10.938 spett.) |
| M. Johnson 35 Punti D. Issel , D. Thompson , B. Wilkerson 16 L. Walton 11 Assist D. Thompson 5 M. Johnson 10 Rimbalzi A. Roberts 8 |                 |                                                |                |                             |
| |                 |                                                |                |                             |
| M. Johnson 35 | Punti           | D. Issel, D. Thompson, B. Wilkerson 16         |                |                             |
| L. Walton 11 | Assist          | D. Thompson 5                                  |                |                             |
| M. Johnson 10 | Rimbalzi        | A. Roberts 8                                   |                |                             |

| Milwaukee 25 aprile 1978 Gara 4                                                                                                   | Milwaukee Bucks | 104 – 118 (22-27, 17-30, 22-33, 43-28) referto | Denver Nuggets | MECCA Arena (10.938 spett.) |
| M. Johnson , B. Winters 14 Punti D. Thompson 34 B. Winters 6 Assist R. Sampson , B. Wilkerson 5 M. Johnson 7 Rimbalzi D. Issel 14 |                 |                                                |                |                             |
| |                 |                                                |                |                             |
| M. Johnson, B. Winters 14 | Punti           | D. Thompson 34                                 |                |                             |
| B. Winters 6 | Assist          | R. Sampson, B. Wilkerson 5                     |                |                             |
| M. Johnson 7 | Rimbalzi        | D. Issel 14                                    |                |                             |

| Denver 28 aprile 1978 Gara 5                                                                                       | Denver Nuggets | 112 – 117 (28-31, 26-19, 32-28, 26-39) referto | Milwaukee Bucks | McNichols Sports Arena (17.838 spett.) |
| B. Jones 25 Punti M. Johnson 34 B. Wilkerson 8 Assist Q. Buckner , B. Winters 9 D. Issel 15 Rimbalzi M. Johnson 17 |                |                                                |                 |                                        |
| |                |                                                |                 |                                        |
| B. Jones 25 | Punti          | M. Johnson 34                                  |                 |                                        |
| B. Wilkerson 8 | Assist         | Q. Buckner, B. Winters 9                       |                 |                                        |
| D. Issel 15 | Rimbalzi       | M. Johnson 17                                  |                 |                                        |

| Milwaukee 30 aprile 1978 Gara 6                                                                          | Milwaukee Bucks | 119 – 91 (33-26, 29-21, 30-20, 27-24) referto | Denver Nuggets | MECCA Arena (10.938 spett.) |
| A. English 21 Punti D. Thompson 28 M. Johnson 9 Assist B. Wilkerson 6 M. Johnson 17 Rimbalzi B. Jones 10 |                 |                                               |                |                             |
| |                 |                                               |                |                             |
| A. English 21                                                                                            | Punti           | D. Thompson 28                                |                |                             |
| M. Johnson 9                                                                                             | Assist          | B. Wilkerson 6                                |                |                             |
| M. Johnson 17                                                                                            | Rimbalzi        | B. Jones 10                                   |                |                             |

| Denver 3 maggio 1978 Gara 7                                                                                  | Denver Nuggets | 116 – 110 (34-26, 32-30, 29-25, 21-29) referto | Milwaukee Bucks | McNichols Sports Arena (17.838 spett.) |
| D. Thompson 37 Punti B. Winters 27 D. Thompson 6 Assist Q. Buckner 10 B. Wilkerson 12 Rimbalzi M. Johnson 16 |                |                                                |                 |                                        |
| |                |                                                |                 |                                        |
| D. Thompson 37                                                                                               | Punti          | B. Winters 27                                  |                 |                                        |
| D. Thompson 6                                                                                                | Assist         | Q. Buckner 10                                  |                 |                                        |
| B. Wilkerson 12                                                                                              | Rimbalzi       | M. Johnson 16                                  |                 |                                        |

PRECEDENTI IN REGULAR SEASON
| Regular Season 1977-78 | Denver Nuggets | 3 – 1                                                                         | Milwaukee Bucks | Referto 1 - Referto 2 - Referto 3 - Referto 4 |
| Denver Nuggets 133 Milwaukee Bucks 101 Denver Nuggets 118 Milwaukee Bucks 114 Punti 115 Milwaukee Bucks 111 Denver Nuggets 111 Milwaukee Bucks 109 Denver Nuggets |                |                                                                               |                 |                                               |
| |                |                                                                               |                 |                                               |
| Denver Nuggets 133 Milwaukee Bucks 101 Denver Nuggets 118 Milwaukee Bucks 114                                                                                     | Punti          | 115 Milwaukee Bucks 111 Denver Nuggets 111 Milwaukee Bucks 109 Denver Nuggets |                 |                                               |

PRECEDENTI NEI PLAYOFF

Si è trattata della prima sfida tra le due squadre ai playoff.

### Finale

#### (2) Denver Nuggets - (4) Seattle SuperSonics
RISULTATO FINALE: 2-4
| Denver 5 maggio 1978 Gara 1                                                                                          | Denver Nuggets | 116 – 107 (30-27, 27-23, 23-27, 36-30) referto | Seattle S.Sonics | McNichols Sports Arena (17.387 spett.) |
| D. Issel 25 Punti M. Webster 28 B. Wilkerson 10 Assist G. Williams 8 D. Issel , D. Hillman 11 Rimbalzi M. Webster 16 |                |                                                |                  |                                        |
| |                |                                                |                  |                                        |
| D. Issel 25 | Punti          | M. Webster 28                                  |                  |                                        |
| B. Wilkerson 10 | Assist         | G. Williams 8                                  |                  |                                        |
| D. Issel, D. Hillman 11                                                                                              | Rimbalzi       | M. Webster 16                                  |                  |                                        |

| Denver 7 maggio 1978 Gara 2                                                                   | Denver Nuggets | 111 – 121 (38-30, 18-31, 25-22, 30-38) referto | Seattle S.Sonics | McNichols Sports Arena (17.838 spett.) |
| D. Issel 29 Punti F. Brown 26 R. Sampson 7 Assist F. Brown 6 D. Issel 14 Rimbalzi P. Silas 12 |                |                                                |                  |                                        |
|                                                                                               |                |                                                |                  |                                        |
| D. Issel 29                                                                                   | Punti          | F. Brown 26                                    |                  |                                        |
| R. Sampson 7                                                                                  | Assist         | F. Brown 6                                     |                  |                                        |
| D. Issel 14                                                                                   | Rimbalzi       | P. Silas 12                                    |                  |                                        |

| Seattle 10 maggio 1978 Gara 3 | Seattle S.Sonics | 105 – 91 (30-30, 31-20, 16-24, 28-17) referto | Denver Nuggets | Seattle Center Coliseum (14.098 spett.) |
| J. Johnson 20 Punti D. Thompson 21 D. Johnson , M. Webster 3 Assist B. Jones , B. Wilkerson , M. Calvin 3 M. Webster 16 Rimbalzi A. Roberts 8 |                  |                                               |                |                                         |
| |                  |                                               |                |                                         |
| J. Johnson 20 | Punti            | D. Thompson 21                                |                |                                         |
| D. Johnson, M. Webster 3 | Assist           | B. Jones, B. Wilkerson, M. Calvin 3           |                |                                         |
| M. Webster 16 | Rimbalzi         | A. Roberts 8                                  |                |                                         |

| Seattle 12 maggio 1978 Gara 4                                                                         | Seattle S.Sonics | 100 – 94 (33-27, 17-31, 23-18, 27-18) referto | Denver Nuggets | Seattle Center Coliseum (14.098 spett.) |
| D. Johnson 31 Punti D. Issel 27 J. Johnson 7 Assist B. Wilkerson 8 P. Silas 14 Rimbalzi D. Hillman 11 |                  |                                               |                |                                         |
| |                  |                                               |                |                                         |
| D. Johnson 31                                                                                         | Punti            | D. Issel 27                                   |                |                                         |
| J. Johnson 7                                                                                          | Assist           | B. Wilkerson 8                                |                |                                         |
| P. Silas 14                                                                                           | Rimbalzi         | D. Hillman 11                                 |                |                                         |

| Denver 14 maggio 1978 Gara 5                                                                                             | Denver Nuggets | 123 – 114 (35-24, 26-20, 27-39, 35-31) referto | Seattle S.Sonics | McNichols Sports Arena (17.006 spett.) |
| D. Thompson 35 Punti G. Williams 31 B. Wilkerson 10 Assist J. Johnson , G. Williams 6 B. Jones 11 Rimbalzi M. Webster 12 |                |                                                |                  |                                        |
| |                |                                                |                  |                                        |
| D. Thompson 35 | Punti          | G. Williams 31                                 |                  |                                        |
| B. Wilkerson 10 | Assist         | J. Johnson, G. Williams 6                      |                  |                                        |
| B. Jones 11 | Rimbalzi       | M. Webster 12                                  |                  |                                        |

| Seattle 17 maggio 1978 Gara 6                                                                          | Seattle S.Sonics | 123 – 108 (39-26, 23-28, 31-18, 30-36) referto | Denver Nuggets | Seattle Center Coliseum (14.098 spett.) |
| F. Brown 26 Punti D. Thompson 21 D. Johnson 7 Assist B. Wilkerson 8 P. Silas 13 Rimbalzi A. Roberts 16 |                  |                                                |                |                                         |
| |                  |                                                |                |                                         |
| F. Brown 26                                                                                            | Punti            | D. Thompson 21                                 |                |                                         |
| D. Johnson 7                                                                                           | Assist           | B. Wilkerson 8                                 |                |                                         |
| P. Silas 13                                                                                            | Rimbalzi         | A. Roberts 16                                  |                |                                         |

PRECEDENTI IN REGULAR SEASON
| Regular Season 1977-78 | Denver Nuggets | 1 – 3                                                                               | Seattle S.Sonics | Referto 1 - Referto 2 - Referto 3 - Referto 4 |
| Denver Nuggets 115 Seattle SuperSonics 93 (1 t.s.) Seattle SuperSonics 126 Denver Nuggets 109 Punti 99 Seattle SuperSonics 88 Denver Nuggets 123 Denver Nuggets 111 Seattle SuperSonics |                |                                                                                     |                  |                                               |
| |                |                                                                                     |                  |                                               |
| Denver Nuggets 115 Seattle SuperSonics 93 (1 t.s.) Seattle SuperSonics 126 Denver Nuggets 109                                                                                           | Punti          | 99 Seattle SuperSonics 88 Denver Nuggets 123 Denver Nuggets 111 Seattle SuperSonics |                  |                                               |

PRECEDENTI NEI PLAYOFF

Si è trattata della prima sfida tra le due squadre ai playoff.

## NBA Finals 1978

### Seattle SuperSonics - Washington Bullets
RISULTATO FINALE
|  | Seattle S.Sonics | 3 – 4 | Washington Bullets |  |

PRECEDENTI IN REGULAR SEASON
| Regular Season 1977-78 | Seattle S.Sonics | 1 – 3                                                                                         | Washington Bullets | Referto 1 - Referto 2 - Referto 3 - Referto 4 |
| Washington Bullets 111 (1 t.s.) Seattle SuperSonics 111 Seattle SuperSonics 100 Washington Bullets 120 Punti 109 Seattle SuperSonics 109 Washington Bullets 106 Washington Bullets 115 Seattle SuperSonics |                  |                                                                                               |                    |                                               |
| |                  |                                                                                               |                    |                                               |
| Washington Bullets 111 (1 t.s.) Seattle SuperSonics 111 Seattle SuperSonics 100 Washington Bullets 120 | Punti            | 109 Seattle SuperSonics 109 Washington Bullets 106 Washington Bullets 115 Seattle SuperSonics |                    |                                               |

PRECEDENTI NEI PLAYOFF

Si è trattata della prima sfida tra le due squadre ai playoff.

#### Roster
| \| Pos. \| Num. \| Naz. \| Nome \| Altezza \| Peso \| Data nascita \| Provenienza \| \| ---- \| ---- \| ---- \| --------------- \| ------- \| ------ \| ------------ \| ------------------- \| \| G \| 32 \| \| Brown, Fred \| 191 cm \| 83 kg \| 07-08-1948 \| Iowa \| \| A \| 30 \| \| Fleming, Al \| 201 cm \| 98 kg \| 05-04-1954 \| Arizona \| \| A/C \| 23 \| \| Green, Mike \| 208 cm \| 91 kg \| 06-08-1951 \| Louisiana Bulldogs \| \| G \| 10 \| \| Hassett, Joe \| 196 cm \| 82 kg \| 11-09-1955 \| Providence \| \| G \| 24 \| \| Johnson, Dennis \| 193 cm \| 84 kg \| 18-09-1954 \| Pepperdine \| \| A \| 27 \| \| Johnson, John \| 201 cm \| 91 kg \| 18-10-1947 \| Iowa \| \| A \| 45 \| \| Seals, Bruce \| 203 cm \| 95 kg \| 18-06-1953 \| Xavier-Louisiana \| \| A/C \| 43 \| \| Sikma, Jack \| 211 cm \| 104 kg \| 14-11-1955 \| Illinois Wesleyan \| \| A/C \| 35 \| \| Silas, Paul \| 201 cm \| 100 kg \| 12-07-1943 \| Creighton \| \| A \| 20 \| \| Tolson, Dean \| 203 cm \| 86 kg \| 15-11-1951 \| Arkansas \| \| A \| 42 \| \| Walker, Wally \| 201 cm \| 86 kg \| 18-07-1954 \| Virginia \| \| G \| 13 \| \| Watts, Slick \| 185 cm \| 79 kg \| 22-07-1951 \| XULA Gold Nuggets \| \| C \| 40 \| \| Webster, Marvin \| 216 cm \| 102 kg \| 13-04-1952 \| Morgan State \| \| G \| 1 \| \| Williams, Gus \| 188 cm \| 79 kg \| 10-10-1953 \| Southern California \| \| A \| 42 \| \| Wise, Willie \| 196 cm \| 95 kg \| 03-03-1947 \| Drake Bulldogs \| | Allenatore - Bob Hopkins (fino al 29 novembre 1977) - Lenny Wilkens Assistente/i - Les Habegger Legenda - (C) Capitano - (FA) Free agent - (S) Sospeso - (TW) Contratto Two-way - (GL) Assegnato a squadra G League affiliata - Infortunato Roster • Transazioni · Ultima transazione: 30 giugno 1978 |                        |                 |         |        |              |                     |
| Pos. | Num. | Naz.                   | Nome            | Altezza | Peso   | Data nascita | Provenienza         |
| G | 32 | Stati Uniti (bandiera) | Brown, Fred     | 191 cm  | 83 kg  | 07-08-1948   | Iowa                |
| A | 30 | Stati Uniti (bandiera) | Fleming, Al     | 201 cm  | 98 kg  | 05-04-1954   | Arizona             |
| A/C | 23 | Stati Uniti (bandiera) | Green, Mike     | 208 cm  | 91 kg  | 06-08-1951   | Louisiana Bulldogs  |
| G | 10 | Stati Uniti (bandiera) | Hassett, Joe    | 196 cm  | 82 kg  | 11-09-1955   | Providence          |
| G | 24 | Stati Uniti (bandiera) | Johnson, Dennis | 193 cm  | 84 kg  | 18-09-1954   | Pepperdine          |
| A | 27 | Stati Uniti (bandiera) | Johnson, John   | 201 cm  | 91 kg  | 18-10-1947   | Iowa                |
| A | 45 | Stati Uniti (bandiera) | Seals, Bruce    | 203 cm  | 95 kg  | 18-06-1953   | Xavier-Louisiana    |
| A/C | 43 | Stati Uniti (bandiera) | Sikma, Jack     | 211 cm  | 104 kg | 14-11-1955   | Illinois Wesleyan   |
| A/C | 35 | Stati Uniti (bandiera) | Silas, Paul     | 201 cm  | 100 kg | 12-07-1943   | Creighton           |
| A | 20 | Stati Uniti (bandiera) | Tolson, Dean    | 203 cm  | 86 kg  | 15-11-1951   | Arkansas            |
| A | 42 | Stati Uniti (bandiera) | Walker, Wally   | 201 cm  | 86 kg  | 18-07-1954   | Virginia            |
| G | 13 | Stati Uniti (bandiera) | Watts, Slick    | 185 cm  | 79 kg  | 22-07-1951   | XULA Gold Nuggets   |
| C | 40 | Stati Uniti (bandiera) | Webster, Marvin | 216 cm  | 102 kg | 13-04-1952   | Morgan State        |
| G | 1 | Stati Uniti (bandiera) | Williams, Gus   | 188 cm  | 79 kg  | 10-10-1953   | Southern California |
| A | 42 | Stati Uniti (bandiera) | Wise, Willie    | 196 cm  | 95 kg  | 03-03-1947   | Drake Bulldogs      |

| \| Pos. \| Num. \| Naz. \| Nome \| Altezza \| Peso \| Data nascita \| Provenienza \| \| ---- \| ---- \| ---- \| ---------------- \| ------- \| ------ \| ------------ \| ----------------------- \| \| A \| 42 \| \| Ballard, Greg \| 201 cm \| 98 kg \| 29-01-1955 \| Oregon \| \| G \| 45 \| \| Chenier, Phil \| 191 cm \| 82 kg \| 30-10-1950 \| UC Berkeley \| \| G/AP \| 10 \| \| Dandridge, Bob \| 198 cm \| 88 kg \| 15-11-1947 \| Norfolk State \| \| G/AP \| 35 \| \| Grevey, Kevin \| 196 cm \| 95 kg \| 12-05-1953 \| Kentucky \| \| A/C \| 11 \| \| Hayes, Elvin \| 206 cm \| 107 kg \| 17-11-1945 \| Houston \| \| G \| 14 \| \| Henderson, Tom \| 191 cm \| 86 kg \| 26-01-1952 \| Hawaiʻi \| \| G \| 15 \| \| Johnson, Charles \| 183 cm \| 77 kg \| 31-03-1949 \| UC Berkeley \| \| A/C \| 25 \| \| Kupchak, Mitch \| 206 cm \| 104 kg \| 24-05-1954 \| North Carolina \| \| C \| 44 \| \| Pace, Joe \| 208 cm \| 100 kg \| 18-12-1953 \| Coppin State \| \| A/C \| 41 \| \| Unseld, Wes \| 201 cm \| 111 kg \| 14-03-1946 \| Louisville \| \| G \| 20 \| \| Walker, Phil \| 191 cm \| 82 kg \| 20-03-1956 \| Millersville University \| \| G \| 32 \| \| Wright, Larry \| 185 cm \| 73 kg \| 23-11-1954 \| Grambling State \| | Allenatore - Dick Motta Assistente/i - Bernie Bickerstaff - John Lally Legenda - (C) Capitano - (FA) Free agent - (S) Sospeso - (TW) Contratto Two-way - (GL) Assegnato a squadra G League affiliata - Infortunato Roster • Transazioni · Ultima transazione: 9 giugno 1978 |                        |                  |         |        |              |                         |
| Pos. | Num. | Naz.                   | Nome             | Altezza | Peso   | Data nascita | Provenienza             |
| A | 42 | Stati Uniti (bandiera) | Ballard, Greg    | 201 cm  | 98 kg  | 29-01-1955   | Oregon                  |
| G | 45 | Stati Uniti (bandiera) | Chenier, Phil    | 191 cm  | 82 kg  | 30-10-1950   | UC Berkeley             |
| G/AP | 10 | Stati Uniti (bandiera) | Dandridge, Bob   | 198 cm  | 88 kg  | 15-11-1947   | Norfolk State           |
| G/AP | 35 | Stati Uniti (bandiera) | Grevey, Kevin    | 196 cm  | 95 kg  | 12-05-1953   | Kentucky                |
| A/C | 11 | Stati Uniti (bandiera) | Hayes, Elvin     | 206 cm  | 107 kg | 17-11-1945   | Houston                 |
| G | 14 | Stati Uniti (bandiera) | Henderson, Tom   | 191 cm  | 86 kg  | 26-01-1952   | Hawaiʻi                 |
| G | 15 | Stati Uniti (bandiera) | Johnson, Charles | 183 cm  | 77 kg  | 31-03-1949   | UC Berkeley             |
| A/C | 25 | Stati Uniti (bandiera) | Kupchak, Mitch   | 206 cm  | 104 kg | 24-05-1954   | North Carolina          |
| C | 44 | Stati Uniti (bandiera) | Pace, Joe        | 208 cm  | 100 kg | 18-12-1953   | Coppin State            |
| A/C | 41 | Stati Uniti (bandiera) | Unseld, Wes      | 201 cm  | 111 kg | 14-03-1946   | Louisville              |
| G | 20 | Stati Uniti (bandiera) | Walker, Phil     | 191 cm  | 82 kg  | 20-03-1956   | Millersville University |
| G | 32 | Stati Uniti (bandiera) | Wright, Larry    | 185 cm  | 73 kg  | 23-11-1954   | Grambling State         |

#### Risultati
| Arbitri: | Darell Garretson Ed Rush |

|                                                                          |            |                                                                                 |
| F. Brown 30                                                              | Punti      | K. Grevey 27                                                                    |
| D. Johnson 5                                                             | Assist     | T. Henderson 7                                                                  |
| M. Webster 14                                                            | Rimbalzi   | E. Hayes 9                                                                      |
| Johnson, Johnson, Sikma, Webster, Williams (Brown, Seals, Silas, Walker) | Formazioni | Dandridge, Grevey, Hayes, Henderson, Unseld (Ballard, Johnson, Kupchak, Wright) |

| Arbitri: | Joe Gushue Jake O'Donnell |

|                                                                                       |            |                                                                   |
| B. Dandridge 34                                                                       | Punti      | G. Williams 24                                                    |
| W. Unseld, T. Henderson 5                                                             | Assist     | D. Johnson, G. Williams, P. Silas 4                               |
| W. Unseld 15                                                                          | Rimbalzi   | M. Webster 12                                                     |
| Dandridge, Grevey, Hayes, Henderson, Unseld (Ballard, Johnson, Kupchak, Pace, Wright) | Formazioni | Johnson, Johnson, Sikma, Webster, Williams (Brown, Silas, Walker) |

| Arbitri: | Earl Strom John Vanak |

|                                                                                 |            |                                                                   |
| E. Hayes 29                                                                     | Punti      | M. Webster, G. Williams 20                                        |
| B. Dandridge 6                                                                  | Assist     | F. Brown, J. Sikma, M. Webster, D. Johnson, G. Williams 2         |
| E. Hayes 20                                                                     | Rimbalzi   | P. Silas 14                                                       |
| Dandridge, Grevey, Hayes, Henderson, Unseld (Ballard, Johnson, Kupchak, Wright) | Formazioni | Johnson, Johnson, Sikma, Webster, Williams (Brown, Silas, Walker) |

| Arbitri: | Jack Madden Don Murphy |

|                                                                   |            |                                                                                 |
| D. Johnson 33                                                     | Punti      | B. Dandridge 23                                                                 |
| P. Silas 6                                                        | Assist     | T. Henderson 11                                                                 |
| M. Webster 15                                                     | Rimbalzi   | E. Hayes 13                                                                     |
| Johnson, Johnson, Sikma, Webster, Williams (Brown, Silas, Walker) | Formazioni | Dandridge, Grevey, Hayes, Henderson, Unseld (Ballard, Johnson, Kupchak, Wright) |

| Arbitri: | Joe Gushue Jake O'Donnell |

|                                                                   |            |                                                                        |
| F. Brown 26                                                       | Punti      | K. Grevey 22                                                           |
| J. Johnson 7                                                      | Assist     | T. Henderson 6                                                         |
| M. Webster 13                                                     | Rimbalzi   | B. Dandridge 10                                                        |
| Johnson, Johnson, Sikma, Webster, Williams (Brown, Silas, Walker) | Formazioni | Dandridge, Grevey, Hayes, Henderson, Unseld (Johnson, Kupchak, Wright) |

| Arbitri: | Darell Garretson Don Murphy |

|                                                                                               |            |                                                                                            |
| E. Hayes 21                                                                                   | Punti      | F. Brown 17                                                                                |
| G. Ballard 6                                                                                  | Assist     | G. Williams 6                                                                              |
| E. Hayes 15                                                                                   | Rimbalzi   | M. Webster 12                                                                              |
| Dandridge, Grevey, Hayes, Henderson, Unseld (Ballard, Johnson, Kupchak, Pace, Walker, Wright) | Formazioni | Johnson, Johnson, Sikma, Webster, Williams (Brown, Fleming, Hassett, Seals, Silas, Walker) |

| Arbitri: | Jack Madden Earl Strom |

|                                                                  |            |                                                                                 |
| M. Webster 27                                                    | Punti      | B. Dandridge, C. Johnson 19                                                     |
| G. Williams 5                                                    | Assist     | W. Unseld 6                                                                     |
| M. Webster 19                                                    | Rimbalzi   | W. Unseld 9                                                                     |
| Johnson, Johnson, Sikma, Webster, Williams (Brown, Seals, Silas) | Formazioni | Dandridge, Grevey, Hayes, Henderson, Unseld (Ballard, Johnson, Kupchak, Wright) |

| Campione NBA 1978            |
| ---------------------------- |
| Washington Bullets 1º titolo |

#### Hall of famer
| NBA Finals | Atleta         | Squadra            | Anno      |                      |
| ---------- | -------------- | ------------------ | --------- | -------------------- |
| Giocatore  | Dennis Johnson | Seattle S.Sonics   | 2010      | Giocatore            |
| Giocatore  | Jack Sikma     | Seattle S.Sonics   | 2019      | Giocatore            |
| Allenatore | Lenny Wilkens  | Seattle S.Sonics   | 1989 1998 | Giocatore Allenatore |
| Giocatore  | Bob Dandridge  | Washington Bullets | 2021      | Giocatore            |
| Giocatore  | Elvin Hayes    | Washington Bullets | 1990      | Giocatore            |
| Giocatore  | Wes Unseld     | Washington Bullets | 1988      | Giocatore            |

#### MVP delle Finali
- #41 Wes Unseld, Washington Bullets.

## Squadra vincitrice

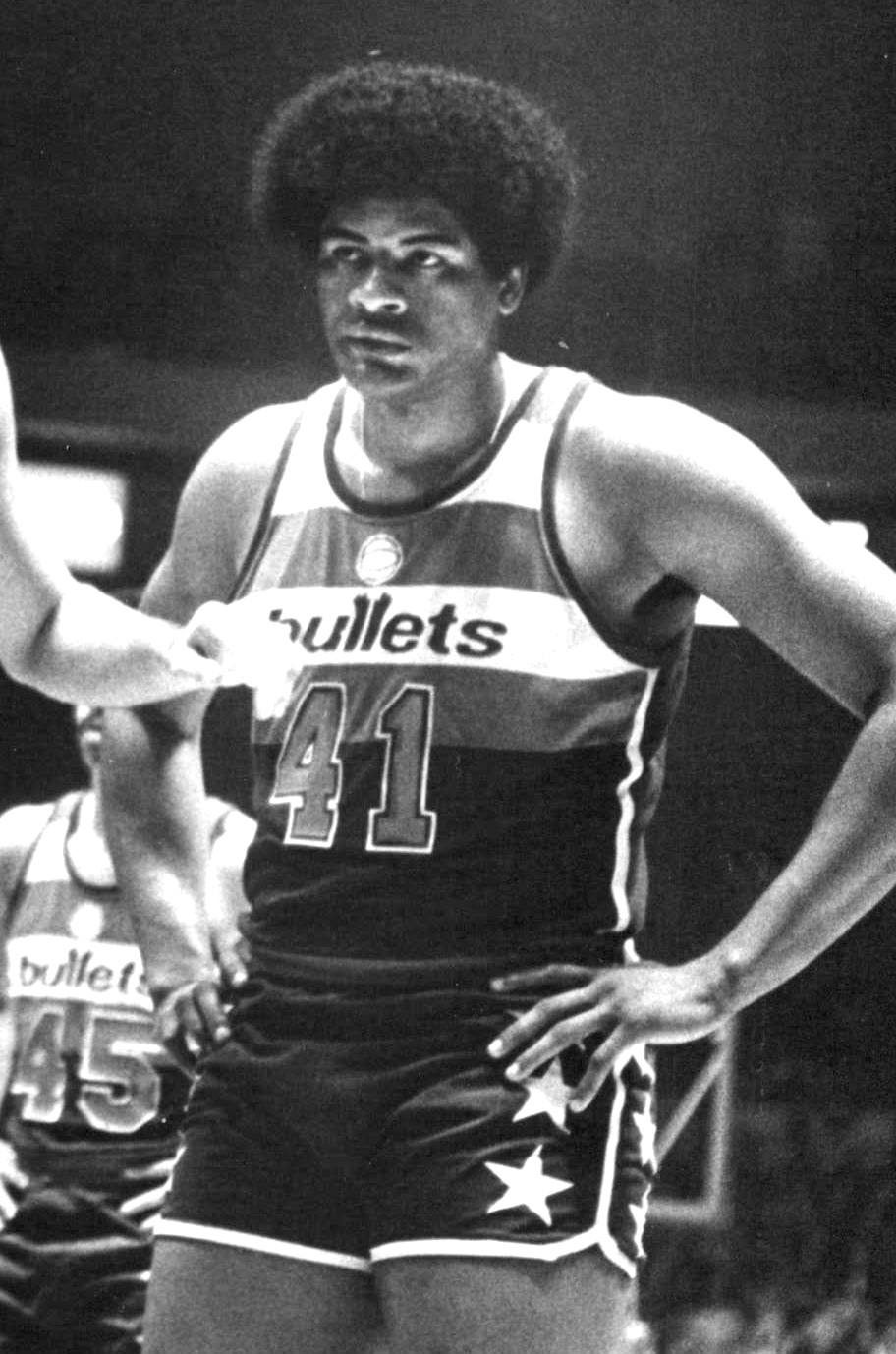
1. 41 Wes Unseld, Washington Bullets.

| N° | Naz.                   | Ruolo | Sportivo        |  | Alt. |  |
| -- | ---------------------- | ----- | --------------- |  | ---- |  |
| 10 | Stati Uniti (bandiera) | G     | Bob Dandridge   |  | 198  |  |
| 11 | Stati Uniti (bandiera) | C     | Elvin Hayes     |  | 206  |  |
| 14 | Stati Uniti (bandiera) | G     | Tom Henderson   |  | 193  |  |
| 15 | Stati Uniti (bandiera) | P     | Charles Johnson |  | 183  |  |
| 20 | Stati Uniti (bandiera) | G     | Phil Walker     |  | 191  |  |
| 25 | Stati Uniti (bandiera) | AG    | Mitch Kupchak   |  | 206  |  |
| 32 | Stati Uniti (bandiera) | P     | Larry Wright    |  | 185  |  |
| 35 | Stati Uniti (bandiera) | AP    | Kevin Grevey    |  | 196  |  |
| 41 | Stati Uniti (bandiera) | C     | Wes Unseld      |  | 201  |  |
| 42 | Stati Uniti (bandiera) | AP    | Greg Ballard    |  | 200  |  |
| 44 | Stati Uniti (bandiera) | C     | Joe Pace        |  | 208  |  |
| 45 | Stati Uniti (bandiera) | G     | Phil Chenier    |  | 191  |  |
|    | Stati Uniti (bandiera) | All.  | Dick Motta      |  |      |  |

## Statistiche
Aggiornate al 6 settembre 2021.
| Categoria | Singola prestazione                      | Singola prestazione                | Singola prestazione | Media         | Media              | Media | Media |
| Categoria | Giocatore                                | Squadra                            | Max                 | Giocatore     | Squadra            | Media | PG    |
| --------- | ---------------------------------------- | ---------------------------------- | ------------------- | ------------- | ------------------ | ----- | ----- |
| Punti     | George Gervin                            | San Antonio Spurs                  | 46                  | George Gervin | San Antonio Spurs  | 33,2  | 6     |
| Rimbalzi  | Marvin Webster                           | Seattle S.Sonics                   | 23                  | Elvin Hayes   | Washington Bullets | 13,3  | 21    |
| Assist    | Tom Henderson Lloyd Walton Brian Winters | Washington Bullets Milwaukee Bucks | 11                  | Quinn Buckner | Milwaukee Bucks    | 6,9   | 9     |